# Burgruine Polle
Die Burgruine Polle ist die Ruine einer Höhenburg auf einer etwa 25 Meter hohen Felskuppe unmittelbar an der Weser oberhalb der Gemeinde Polle im Landkreis Holzminden in Niedersachsen.
Die 1285 erstmals urkundlich als „Eversteiner Burg“ erwähnte Anlage war Sitz der Eversteiner Grafen. Sie wurde auch als „Eversteiner Burg bei Polle“ bezeichnet, ist aber nicht zu verwechseln mit der etwa 10 Kilometer südlich gelegenen Burg Everstein im Höhenzug Burgberg.

## Lage und Baubeschreibung
Die Burg liegt erhaben auf einer Felserhebung östlich der Weser nahe einer markanten Flussschleife. Die Kuppe fällt an drei Seiten als Felsen steil ab. 
Die Burganlage bestand aus einer Oberburg und einer Unterburg, von der im Wesentlichen nur Reste der Ringmauer und ein Renaissanceportal von 1613 erhalten sind. Auf der Oberburg werden beide Längsseiten von Gebäuden gesäumt, die nördliche wurde zum Teil vom Palas eingenommen. Der ca. 20 m hohe, besteigbare Bergfried  befindet sich in der Mauer eingebunden westlich des Torturms. Sein rundes, aufgehendes Mauerwerk steht auf einem polygonalen Unterbau. Von ihm führt ein unterirdischer Gang zum Burgbrunnen. Früher war die Burg zusätzlich mit Mauern, zum Teil mit doppelten Gräben und Zugbrücken sowie Wällen gesichert. Die Ruine kann besichtigt werden.

## Geschichte
Der Erbauungszeitpunkt der Burg Polle wird um das Jahr 1200 vermutet; die älteste, auf der Burg geborgene Keramik stammt aus der Zeit um 1220/30. Sie gilt als eine der Stammburgen der Eversteiner Grafen. Zum Zeitpunkt ihrer ersten urkundlichen Erwähnung 1285 war sie Sitz der Eversteiner Grafen, die als Anhänger und Verwandte der Staufer 1284 ihre Burg Everstein beim Kloster Amelungsborn an die Welfen verloren hatten. 1407 nahm Heinrich I. als Herzog von Braunschweig-Lüneburg die Burg Polle im Zuge der Eversteiner Fehde mit einer Streitmacht von 13.000 Mann ein. 1408 übergab der Eversteiner Graf Hermann VII. seine Grafschaft an die Braunschweiger Herzöge, so dass auch die Burg Polle endgültig an die Welfen fiel.

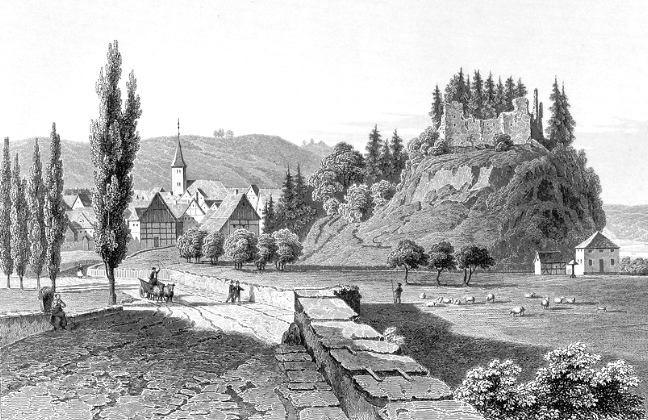
Polle und die Burgruine im 19. Jahrhundert

Im Dreißigjährigen Krieg belagerte das von Johann T’Serclaes von Tilly geführte Heer die Burg Polle und plünderte sie nach der Eroberung 1623 aus. Auch der Ort Polle erlitt dabei Schaden. 1641 zerschossen schwedische Truppen mit ihren Geschützen die Burg, die dadurch ausbrannte. Eingenommen wurde die Burg von den Schweden nicht. Nach dem Ende des Krieges wurde ab 1656 die Unterburg wieder aufgebaut, während die Oberburg als Ruine belassen wurde. Dabei entstand in der Unterburg ein Amtshaus im Stile der Weserrenaissance, das bei den schweren Kämpfen um Polle am Ende des Zweiten Weltkriegs zerstört wurde. Vom Gebäude ist nur das wappengeschmückte Renaissance-Portal erhalten geblieben. 1934 schenkte der Preußische Staat die Ruine dem Flecken Polle; 1956 wurden Amtshaus und Burgpark dem Land Niedersachsen abgekauft.
Von 1984 bis 1988 erfolgte eine umfangreiche Renovierung der Burganlage. Zwischen 2007 und 2009 fanden auf dem Burggelände archäologische Ausgrabungen statt, deren Fundstücke sich im Burgmuseum befinden. Mehrmals jährlich finden kulturelle Veranstaltungen im Burghof statt, darunter Aufführungen des Märchens Aschenputtel, da Polle die angedichtete „Heimat“ des Aschenputtels ist.

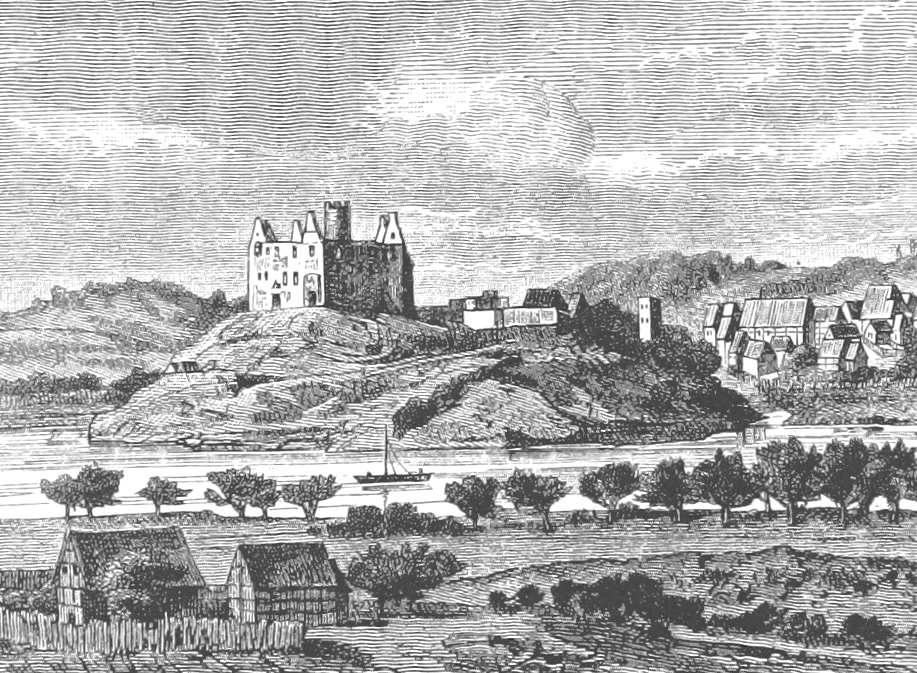
Um 1650 als Ruine nach dem Dreißigjährigen Krieg
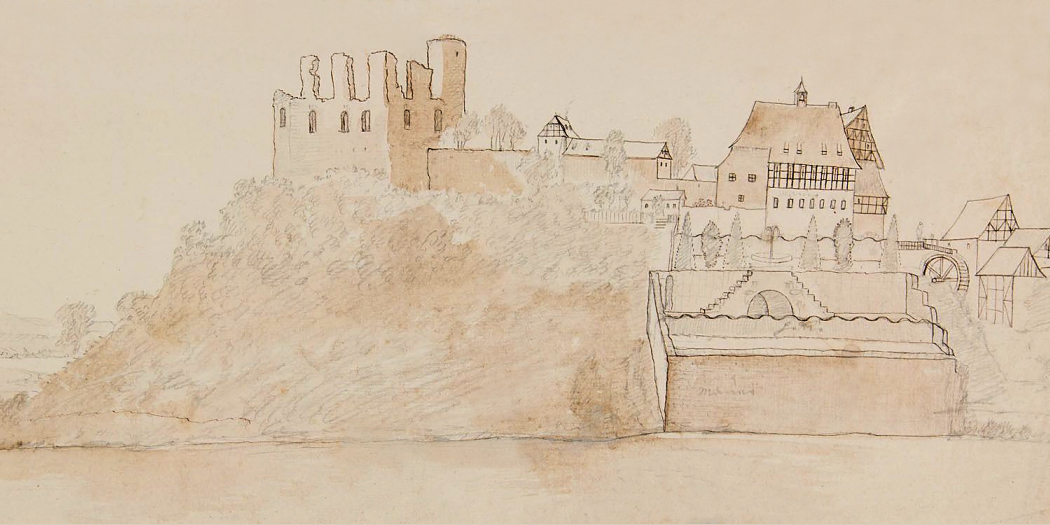
Um 1760, rechts das Amtshaus aus der Mitte des 17. Jahrhunderts. (Zeichnung von Pascha Johann Friedrich Weitsch)
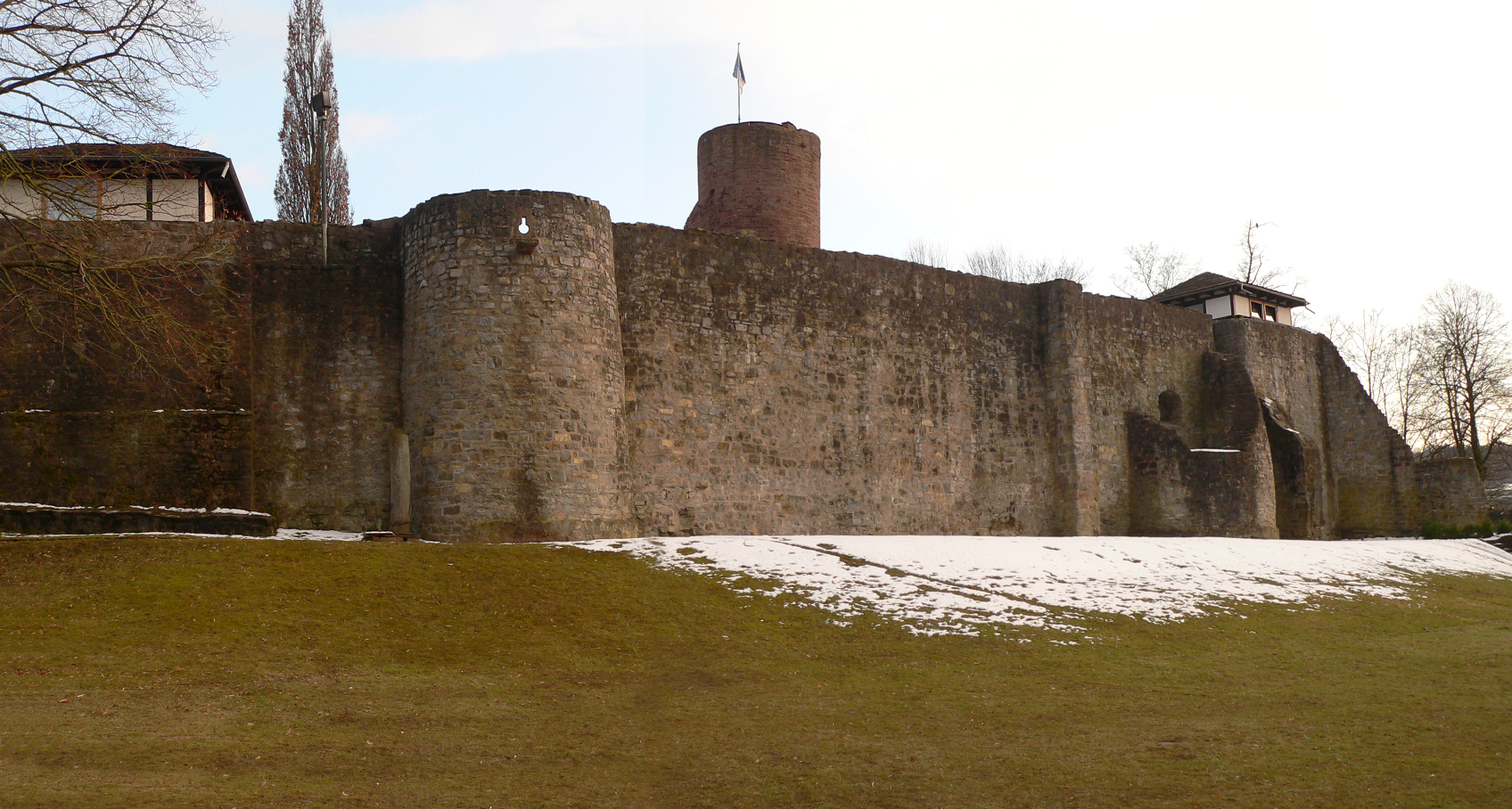
Hauptburg mit rundem Bergfried
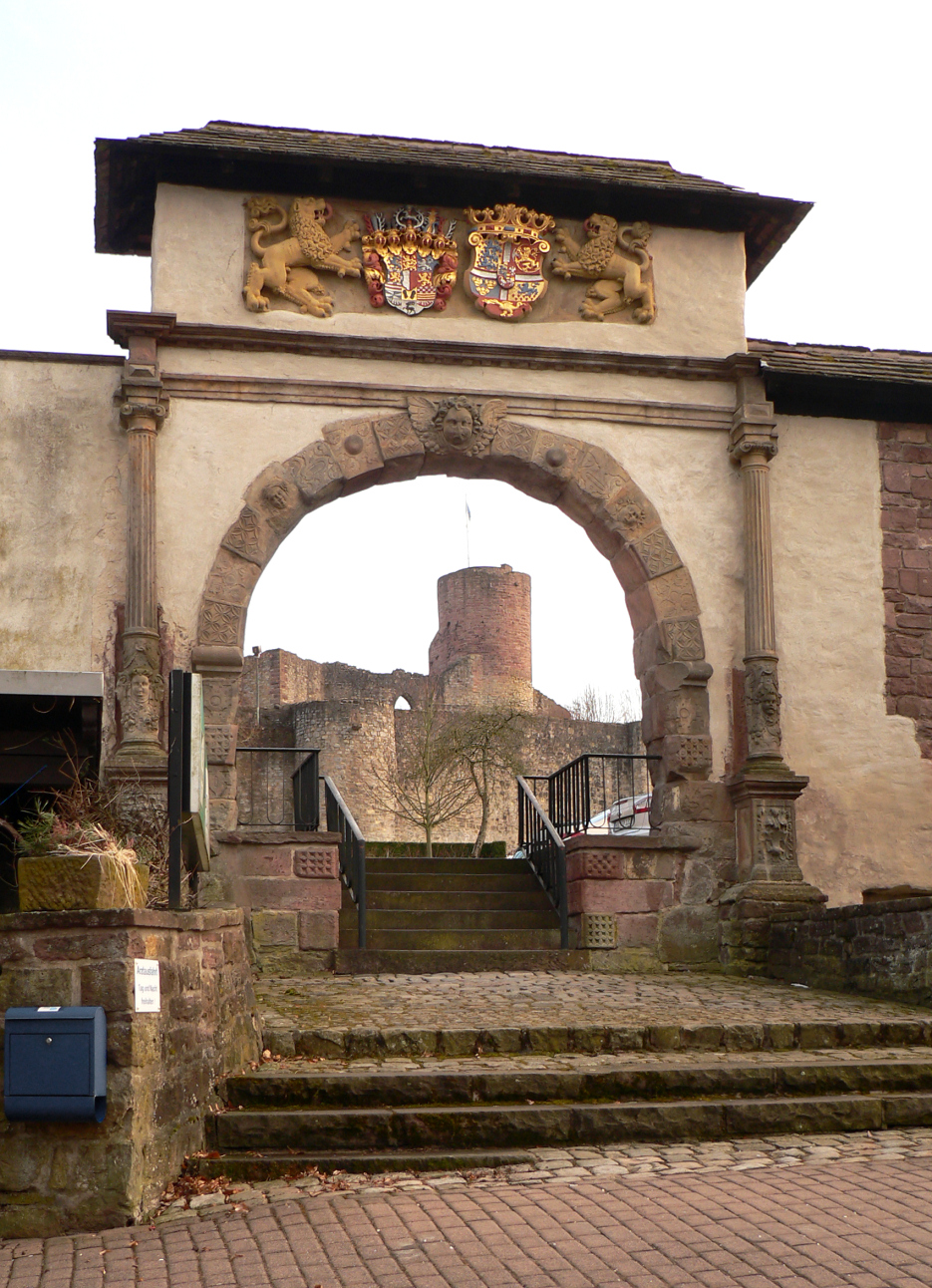
Wappengeschmücktes Renaissance-Portal
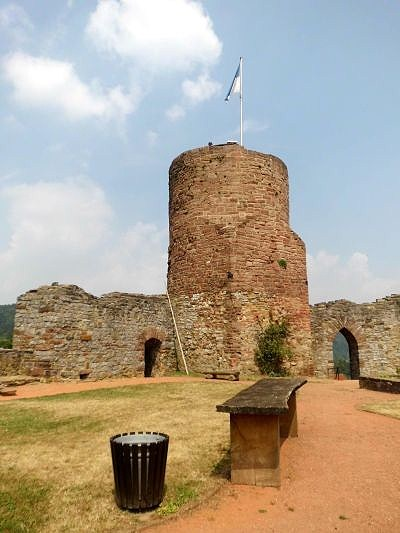
Bergfried